# Міжзоряні об'єкти

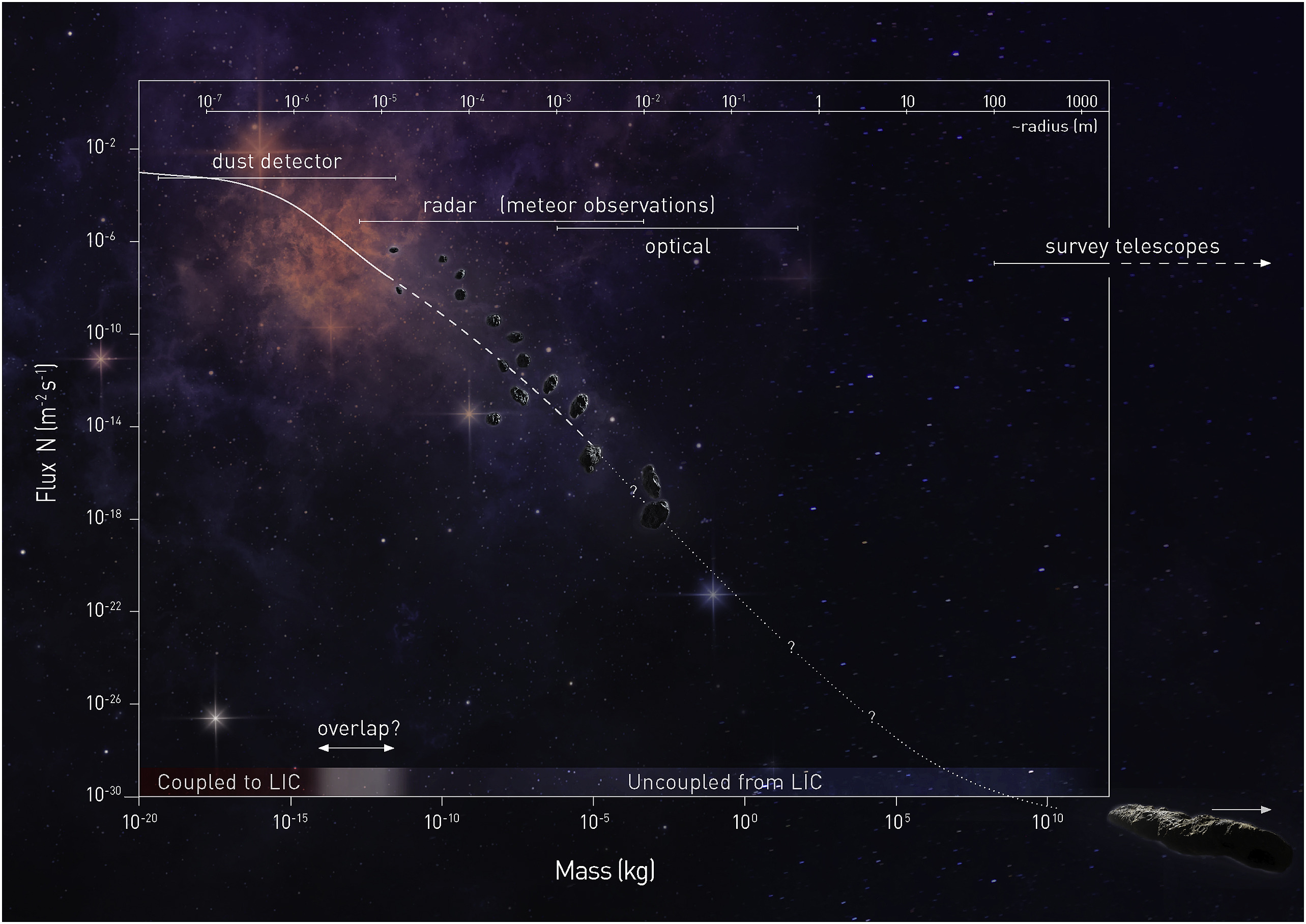
Міжзоряні відвідувачі в Сонячній системі охоплюють весь діапазон розмірів - від кілометрових великих об'єктів до субмікронних частинок. Також міжзоряний пил і метеороїди носять з собою цінну інформацію з їхніх материнських систем. Виявлення цих об'єктів уздовж континууму розмірів, однак, не очевидно

Міжзоряні об'єкти — об'єкти (комета, астероїди тощо), які знаходяться в міжзоряному просторі, не пов'язані силами тяжіння з жодною зіркою.
Міжзоряний об'єкт може бути виявлений тільки якщо він проходить через нашу Сонячну систему поблизу від Сонця або якщо він відокремився від хмари Оорта і почав рухатися по сильно витягнутій гіперболічній орбіті, не пов'язаній з гравітацією Сонця.
Перший виявлений міжзоряний об'єкт ʻOumuamua. Об'єкти зі слабо гіперболічними траєкторіями вже спостерігалися, але траєкторії цих об'єктів кажуть, що вони були викинуті із хмари Оорта, тобто утворилися в нашій Сонячній системі, а не в іншої зірки або в міжзоряному середовищі.
Сучасні моделі утворення хмари Оорта показують, що більшість об'єктів викидалися з неї в міжзоряний простір, і тільки мала частина залишалася в хмарі. Розрахунки показують, що кількість викинутих із хмари об'єктів в 3-100 разів більше тих, що в ній залишилися. За іншими моделями кількість викинутих об'єктів становить 90-99 % всіх утворених там об'єктів і немає ніяких підстав вважати, що в інших зоряних системах утворення об'єктів відбувається за будь-яким іншим механізмом, що виключає подібне розсіювання.
Міжзоряні об'єкти повинні час від часу проходити через внутрішню частину Сонячної системи, вони повинні підходити до Сонячної системи з різними швидкостями, переважно з області сузір'я Геркулес, оскільки Сонячна система рухається саме в цьому напрямку.
З огляду на крайню рідкість об'єктів зі швидкістю руху, що перевищує швидкість втечі від Сонця (до сих пір виявлено лише два таких об'єкти: астероїд ʻOumuamua і комета C/2019 Q4 (Борисова)), можна зробити висновок, що існує верхня межа густини об'єктів у міжзоряному просторі. Імовірно густина міжзоряних об'єктів не може перевищувати 1013 об'єктів на кубічний парсек. Згідно з іншими аналізами, верхня межа густини втричі менше — знаходиться на рівні в 4,5× 10−4 на одну кубічну астрономічну одиницю в кубі (3× 1012 об'єктів на кубічний парсек).
У рідкісних випадках міжзоряні об'єкти можуть бути захоплені при проходженні через Сонячну систему і переведені тяжінням Сонця на геліоцентричну орбіту. Комп'ютерне моделювання показує, що Юпітер — єдина планета, яка досить масивна для того, щоб захопити такий об'єкт і перевести його на навколосонячну орбіту, але ймовірність подібного захоплення — раз на 60 млн років. Прикладом такого об'єкта, можливо, є комета 96P/Макхольца, яка має дуже незвичайний хімічний склад, схожий зі складом міжзоряного середовища, з якого вона і могла утворитися.
В 2025 році в Сонячній системі виявлено новий, третій, міжзоряний об'єкт, який отримав назву 3I/ATLAS. Об'єкт рухається через Сонячну систему зі швидкістю понад 225 тис км/год. В жовтні 2025 року його очікують на максимально близькій відстані до Землі. Об'єкт має гіперболічну траєкторію руху та загрози для Землі - не несе.
Вісім гіперболічних комет є хорошими кандидатами на статус міжзоряних об'єктів, оскільки всі вони мають V∞ <-1,5 км/с: C/1853 R1 (Брунса), C/1997 P2 (Spacewatch), C/1999 U2 (SOHO), C/2002 A3 (LINEAR), C/2008 J4 (Макнота), C/2012 C2 (Брюеньє), C/2012 S1 (ISON) і C/2017 D3 (ATLAS).

## Інтернет-ресурси
- Engelhardt, Toni; Jedicke, Robert; Vereš, Peter; Fitzsimmons, Alan; Denneau, Larry; Beshore, Ed; Meinke, Bonnie (2017). An Observational Upper Limit on the Interstellar Number Density of Asteroids and Comets. The Astronomical Journal. 153 (3): 133. arXiv:1702.02237. Bibcode:2017AJ....153..133E. doi:10.3847/1538-3881/aa5c8a. S2CID 54893830.{{cite journal}}:  Обслуговування CS1: Сторінки із непозначеним DOI з безкоштовним доступом (посилання)